# Le Pouliguen

Le Pouliguen este o comună în departamentul Loire-Atlantique, Franța. În 2009 avea o populație de 4,977 de locuitori.